# Hasan ibn Tabit
Hasan ibn Tabit (حسان بن ثابت), arabski pesnik in eden od Mohamedovih spremljevalcev (ashab), * okoli 563, † okoli 674. 
Najbolj znan je po pesmih, napisanih  v obrambo islamskega preroka Mohameda. 
Rojen je bil v Medini v plemenu Banu Hzaradž.  Mohamed mu je dal za ženo sužnjo Sirin bint Šamun. 
Njegovi zapisi v obrambo Mohameda se nanašajo na aktualne dogodke in so zato koristni za dokumentiranje tega obdobja. Bil je tudi prvi islamski verski pesnik. 

## Življenje
Po islamskem izročilu je Ḥasan živel 120 let, šestdeset let pred spreobrnitvijo v islam in še šestdeset let zatem. V mladosti je potoval v Hiro in Damask in se nato naselil v Medini, kjer je po Mohamedovem prihodu sprejel islam in pisal pesmi v njegovo obrambo.

## Pesniška kariera
Hasan bin Tabit je napisal več kot dva tisoč satir in elegij. Napisal naj bi tudi okoli 1000 pesmi s tremi do dvajset vrsticami. Te pesmi so bile napisane kot satira na račun Abu Sufjana, Ibn al-Džibare, Amra bin al-Asa, Hatima bin Hišama in Abu Džahla. Omalovaževal jih je tako, da jih je primerjal z opicami, kozami, noji in lisicami. 

## Smrt
Umrl v Medini med letoma 655 in 661 in med kalifatom Alija ibn Abi Taliba v starosti okoli 120 let. Nekateri zgodovinarji domnevajo, da je Hassan bin Tabit umrl med kalifatom Muavije ibn Abi Sufjana med letoma 670 in 674.

## Vir
- Muhammad ibn Jarir al-Tabari (1997). Vol. 8 of the History of the Prophets and Kings. State University of New York Press.